# Heitor Canalli
Heitor Canalli (Juiz de Fora, 31 maart 1910 - aldaar, 21 juli 1990) was een Braziliaanse voetballer.

## Biografie
Hij begon zijn carrière bij Petropolitano. In 1929 trok hij naar de toenmalige Braziliaanse hoofdstad Rio waar hij voor Botafogo ging spelen. In 1930 won hij met de club het Campeonato Carioca, voor het eerst in 18 jaar. Na een middelmatig jaar in 1931 werd de club opnieuw kampioen in 1932 en 1933. In 1933 ging hij kort voor Flamengo spelen en dan voor het Italiaanse Torino. In 1935 keerde hij terug naar Botafogo en maakte de vierde opeenvolgende titel voor de club nog mee. Hij beëindigde zijn carrière in 1941 bij Canto do Rio.
Hij maakte zijn debuut voor het nationale elftal in 1932 in de Copa Rio Branco tegen Uruguay. Hij speelde ook op het WK 1934, waar Brazilië er meteen uitging. Aansluitend aan het WK speelde Brazilië nog enkele wedstrijden in Europa die echter niet als officiële interlands meetellen. In 1937 nam hij deel met zijn team aan het Zuid-Amerikaans kampioenschap.